# Prowadzenie cudzych spraw bez zlecenia
Prowadzenie cudzych spraw bez zlecenia (łac. negotiorum gestio) – instytucja prawa cywilnego; występuje gdy działający (negotiorum gestor) prowadzi cudzą sprawę bez upoważnienia wynikającego ze stosunku prawnego. Działanie takie prowadzi do powstania pozaumownego stosunku prawnego. Prowadzenie cudzych spraw bez zlecenia może polegać na dokonywaniu zarówno czynności prawnych, jak i faktycznych. W prawie polskim instytucja ta została uregulowana w art. 752–757 Kodeksu cywilnego.

## Cechy działanianegotiorum gestoris
- Prowadzenie sprawy cudzej, która zarówno według kryteriów obiektywnych, jak i według intencji działającego, należy do sfery interesów innej osoby (niekoniecznie znanej, bądź już istniejącej – np. przyszłej osoby prawnej). Dopuszczalne jest prowadzenie jednocześnie sprawy cudzej i własnej.
- Działający nie posiada odpowiedniej kompetencji prawnej – działanie podejmowane jest bez zlecenia.
- Działający obowiązany jest działać zgodnie z prawdopodobną wolą osoby, której sprawę prowadzi, a także w miarę możliwości powinien zawiadomić osobę, której sprawę prowadzi, i stosownie do okoliczności albo oczekiwać jej zleceń, albo prowadzić sprawę dopóty, dopóki osoba ta nie będzie mogła się nią zająć (art. 753 § 1 KC).
- Działanie z korzyścią osoby, której sprawę prowadzi; nie są wystarczające jedynie dobre intencje negotiorum gestoris. Wyjątek od tej zasady przewiduje art. 757 KC dla osoby, która w celu odwrócenia grożącego niebezpieczeństwa ratuje dobro innej osoby[2].

## Skutki prawne prowadzenia cudzych spraw bez zlecenia

### Prawidłowość prowadzenia cudzych spraw bez zlecenia
Prowadzący cudzą sprawę jest zobowiązany do wydania osobie, której sprawę prowadził, wszystkiego, co uzyskał przy prowadzeniu sprawy. Zgodnie z art. 753 § 2 KC, powinien on również złożyć rachunek z dokonanych przez siebie czynności.
W przypadku prawidłowego prowadzenia cudzych spraw bez zlecenia negotiorum gestor może żądać od osoby, której sprawę prowadzi, zwrotu uzasadnionych wydatków i nakładów wraz z ustawowymi odsetkami oraz zwolnienia od zobowiązań, które zaciągnął przy prowadzeniu cudzej sprawy.
Prowadzący cudze sprawy bez zlecenia jest obowiązany działać z należytą starannością. W przypadku braku należytej staranności w prowadzeniu cudzej sprawy bez zlecenia, negotiorum gestor ponosi odpowiedzialność na zasadach ogólnych. Jeżeli działanie negotiorum gestoris można uznać za bezprawne (nie odpowiada ono cechom właściwym dla instytucji prowadzenia cudzych spraw bez zlecenia), działający naraża się na odpowiedzialność odszkodowawczą z tytułu czynów niedozwolonych, a roszczenie o zwrot nakładów i wydatków nie jest uzasadnione.
W szczególnych przypadkach rygor odpowiedzialności prowadzącego cudze sprawy został uregulowany bardziej surowo. W przypadku dokonania zmian w mieniu osoby, której sprawy prowadził, bez wyraźnej potrzeby lub korzyści tej osoby, bądź wbrew jej świadomej woli, negotiorum gestor zgodnie z art. 755 KC jest zobowiązany przywrócić stan poprzedni, a w przypadku gdyby nie było to możliwe, naprawić szkodę. Poczynione na rzecz nakłady może on zabrać z powrotem jeżeli może uczynić to bez uszkodzenia rzeczy.

### Obowiązki i uprawnienia prowadzącego cudzą sprawę bez zlecenia
- Obowiązek prowadzenia sprawy w sposób odpowiedni, z korzyścią osoby, której sprawę prowadzi;
- Prowadzenie sprawy zgodnie z prawdopodobną wolą osoby, której sprawę prowadzi i zachowania należytej staranności
- Obowiązek zawiadomienia osoby której sprawę prowadzi (w miarę możliwości) – wynika z art.753§1 KC
- Obowiązek przedstawienia rachunku oraz wydania wszystkiego, co uzyskał w związku z prowadzeniem cudzej sprawy
- Obowiązek przywrócenia stanu poprzedniego lub naprawienia szkody jeżeli dokonał zmian w mieniu osoby, której sprawę prowadził bez wyraźnej potrzeby lub korzyści tej osoby lub wbrew jej woli. W tym przypadku prowadzący ma prawo zabrać poczynione nakłady jeżeli jest w stanie dokonać tego bez uszkodzenia rzeczy. W przypadku działania w celu odwrócenia niebezpieczeństwa grożącego dobru innej osoby, obowiązek naprawienia szkody powstanie, jedynie gdy działający wyrządził ją umyślnie, bądź jest ona spowodowana rażącym niedbalstwem (art.757 KC)[4].

### Obowiązki osoby, której sprawa jest prowadzona i związane z nimi uprawnienia
- Obowiązek zwrotu uzasadnionych wydatków i nakładów oraz obowiązek zwolnienia negotiorum gestoris od zobowiązań, które zaciągnął przy prowadzeniu sprawy;
- Uprawnienia odpowiadające obowiązkom zachowania się osoby prowadzącej cudze sprawy bez zlecenia. np. art. 752 KC nakłada na prowadzącego cudze sprawy bez zlecenia obowiązek działania z korzyścią dla osoby, której sprawy prowadzi. Tak więc osoba, której sprawa jest prowadzona ma uprawnienie do żądania prowadzenia sprawy w taki właśnie sposób[4].

## Potwierdzenie
Osoba, której sprawę prowadzono, może potwierdzić działanie prowadzącego sprawę poprzez złożenie jednostronnego oświadczenia woli. Zgodnie z art. 756 KC następstwem potwierdzenia jest ukształtowanie się między stronami stosunku zlecenia lub stosunku do niego podobnego (z mocą wsteczną). W następstwie potwierdzenia pozycja prawna prowadzącego cudzą sprawę ulega wzmocnieniu, gdyż na mocy art. 735 KC może on żądać od potwierdzającego wynagrodzenia za świadczone usługi (a nie tylko zwrotu wydatków i zwolnienia z zobowiązań). Na mocy art.740 KC potwierdzający uzyskuje roszczenie o wydanie wszystkiego, co działający w jego sprawach uzyskał. Jeżeli wskazuje na to treść świadczonej przez prowadzącego cudzą sprawę usługi, potwierdzenie może doprowadzić do powstania stosunku prawnego innego niż zlecenie (np. stosunku przechowania).

## Ratowanie cudzego dobra
Art. 757 KC przewiduje szczególną postać prowadzenia cudzych spraw bez zlecenia. Zgodnie z ustawą kto w celu odwrócenia niebezpieczeństwa grożącego drugiemu ratuje jego dobro, może żądać od niego zwrotu uzasadnionych wydatków, chociażby jego działanie nie odniosło skutku. W tym przypadku zostaje złagodzony reżim odpowiedzialności prowadzącego cudze sprawy bez zlecenia – działający jest odpowiedzialny jedynie za winę umyślną lub rażące niedbalstwo.

## Negotiorum gestiow prawie rzymskim

### Charakter prawny
Instytucja prowadzenia cudzych spraw bez zlecenia swój początek ma w prawie rzymskim. Negotiorum gestio zachodziła wtedy, gdy osoba, na której nie ciążył obowiązek prowadzenia spraw w interesie innej osoby, z własnej inicjatywy podejmowała się prowadzenia tych spraw. Z jednostronnego działania osoby podejmującej się załatwiania cudzych spraw bez zlecenia mógł powstać stosunek obligacyjny łączący osobę, która podejmowała działanie (negotiorum gestor) z osobą w której interesie działanie podjęto (dominus negotii) jeżeli zostały spełnione następujące warunki:
- negotiorum gestor miał zamiar prowadzenia spraw innej osoby (tzw. animus negotia aliena gerendi) i świadomość, że prowadzi sprawy cudze;
- podejmowanie się prowadzenia spraw nie mogło wynikać z obowiązków gestora[6].

Podjęcie się załatwiania cudzych spraw bez zlecenia (negotiorum gestio) zalicza się do zobowiązań jak gdyby z kontraktów (obligationes quasi ex contractu). Do grupy tej należą również bezpodstawne wzbogacenie się jednej osoby kosztem drugiej (solutio indebiti) i sprawowanie opieki (tutela). Cechą wspólną tej grupy zobowiązań jest powstawanie wskutek pewnych działań faktycznych, a nie na podstawie umowy.

### Negotiorum gestioa zlecenie
Stosunek prawny tworzący się pomiędzy stronami w przypadku prowadzenia cudzych spraw bez zlecenia wykazywał podobieństwo do kontraktu zlecenia (mandatum). Jednak istotną różnicą pomiędzy tymi dwoma instytucjami jest występowanie elementu porozumienia stron (consensus) w kontrakcie zlecenia. W przypadku prowadzenia cudzych spraw porozumienie stron nie występuje.

### Prawa i obowiązki stron
Negotiorum gestor był zobowiązany do zachowania należytej staranności, powinien on prowadzić cudzą sprawę tak, jakby prowadził własną. Jeżeli gestor podjął się zarządu całym majątkiem, nie mógł on ograniczyć się później do prowadzenia jedynie wybranych spraw. Ciążył na nim również obowiązek złożenia rachunku z podjętych przez siebie czynności oraz obowiązek przeniesienia na osobę, której sprawę prowadził, wszelkich korzyści uzyskanych w trakcie prowadzenia cudzej sprawy.
Dominus negotii miał obowiązek zwrócić prowadzącemu jego sprawę wydatki, które ten poczynił w związku z prowadzeniem sprawy oraz przyjąć zobowiązania przez niego zaciągnięte.
Stronom przysługiwały powództwa do ochrony własnych interesów. Dominus negotii mógł dochodzić swoich roszczeń za pomocą przysługującej mu actio negotiorum gestorum directa. Powództwem chroniącym interesy gestoris było zaś actio negotiorum gestorum contraria.